# Polyalthia laui
Polyalthia laui är en kirimojaväxtart som beskrevs av Elmer Drew Merrill. Polyalthia laui ingår i släktet Polyalthia och familjen kirimojaväxter. Inga underarter finns listade i Catalogue of Life.